# میکول آندریانی
میکول آندریانی (انگلیسی: Maycol Andriani؛ زادهٔ ۱۷ سپتامبر ۱۹۸۷) بازیکن فوتبال اهل ایتالیا است.
از باشگاه‌هایی که در آن بازی کرده‌است می‌توان به باشگاه فوتبال کیه‌وو ورونا و باشگاه فوتبال پرو ورچلی اشاره کرد.